# Bernhard Rust
Bernhard Rust, född 30 september 1883 i Hannover, död 8 maj 1945, var kultusminister och ledde Reichserziehungsministerium, ungefär motsvarande ecklesiastikminister, i Nazityskland. Han stred i första världskriget i armén. 

## Biografi
Rust gick med i NSDAP 1922. Han arbetade som skollärare, men förlorade sitt arbete 1930. Han blev invald i den tyska riksdagen senare samma år. Under 1934 blev han kultusminister i Hitlers regering med ansvar bland annat för kultur, utbildning och forskning. Han drev hårt en utrensningspolitik av tyska universitet, där judar, kommunister och andra icke-nazister tvingades bort. 
Rust begick självmord när det stod klart att Nazityskland skulle förlora kriget.